# Litouwen op het Eurovisiesongfestival 2011
Litouwen nam deel aan het Eurovisiesongfestival 2011 in Düsseldorf, Duitsland. Het was de 12de deelname van het land op het Eurovisiesongfestival. De selectie verliep via een nationale voorronde. De LRT was verantwoordelijk voor de Litouwse bijdrage voor de editie van 2011.

## Selectieprocedure
Op 24 november 2010 maakte de Litouwse nationale omroep na weken van speculatie definitief haar deelname aan het komende Eurovisiesongfestival bekend. Een week eerder had de omroep al via head of delegation Audrius Girzadas laten weten voor 90% zeker te zijn van de Litouwse deelname. Er werd nog gezocht naar sponsors voor de nationale voorronde.
Er werd meteen bekendgemaakt dat de competitie geopend werd. Geïnteresseerden kregen tot 3 januari 2011 de tijd nummers op te sturen. Afhankelijk van het aantal inzendingen zou de datum van de eerste halve finale gekozen worden. Bij veel inzendingen kon deze al eind januari beginnen, bij weinig belangstelling begin februari. De halve finales werden op voorhand opgenomen en uitgezonden op zaterdagavond. Een jury kreeg 50% van de stemmen in de halve finales. De rest werd bepaald door het publiek via televoting. Bij een gelijke stand gaven de punten van de vakjury de doorslag.
In de finale werd hetzelfde systeem toegepast om de drie artiesten voor de superfinale aan te duiden. Vervolgens werden de drie nummers opnieuw gezongen, waarna een vakjury bestaande uit vijftien leden de winnaar aanduidde. Het jaar ervoor kon het publiek nog meestemmen, maar van dit systeem was men afgestapt na geruchten over grote manipulatie door het uitdelen van sms-kaarten door de entourage van bepaalde artiesten. Uiteindelijk won Evelina Sašenko Eurovizija 2011 met het nummer C'est ma vie. Zij mocht aldus Litouwen vertegenwoordigen op het zesenvijftigste Eurovisiesongfestival.

## Eurovizija 2011

#### Eerste halve finale
5 februari 2011
| Plaats | Artiest                       | Lied                     | Jury | Publiek | Totaal |
| ------ | ----------------------------- | ------------------------ | ---- | ------- | ------ |
| 1      | Monika                        | Days go by               | 8    | 12      | 20     |
| 2      | The Independent               | 7th bus                  | 10   | 7       | 17     |
| 3      | Sasha Son                     | The slogan of our nation | 12   | 4       | 16     |
| 4      | Urtė Šilagalytė               | Candy baby               | 6    | 10      | 16     |
| 5      | Martynas Beinaris             | Tomorrow and after       | 5    | 8       | 13     |
| 6      | Gintarė Korsakaitė            | Atmerk akis              | 4    | 5       | 9      |
| 7      | Ramūnas Difartas & Gyvo Garso | Before you go            | 8    | 0       | 8      |
| 8      | Mino                          | Don't go                 | 2    | 6       | 8      |
| 9      | Mezzo Tronic                  | I mean it                | 1    | 3       | 4      |
| 10     | Laura Jaraitė                 | City of steel            | 3    | 0       | 3      |
| 11     | Aurelija Slavinskaitė         | The end                  | 1    | 1       | 2      |
| 12     | Agnieška                      | Her name is May          | 0    | 2       | 2      |
| 13     | Dovydas Maščinskas            | Dirty avenue             | 0    | 0       | 0      |
| 13     | Neferit                       | 3 wishes                 | 0    | 0       | 0      |

#### Tweede halve finale
12 februari 2011
| Plaats | Artiest          | Lied              | Jury | Publiek | Totaal |
| ------ | ---------------- | ----------------- | ---- | ------- | ------ |
| 1      | Evelina Sašenko  | C'est ma vie      | 12   | 12      | 24     |
| 2      | Vigroses         | Freedom of mind   | 7    | 10      | 17     |
| 3      | Liepa            | Laukiu            | 10   | 6       | 16     |
| 4      | Donny Montel     | Let me            | 10   | 4       | 14     |
| 5      | Dave & Henry     | Fresh air dream   | 8    | 3       | 11     |
| 6      | Guoda Isado      | Čiūto tūto        | 5    | 5       | 10     |
| 7      | Deividas Bastys  | My girl           | 0    | 8       | 8      |
| 8      | Eglė Petrikaitė  | Laimingi kaip mes | 0    | 7       | 7      |
| 9      | Nora             | What is love?     | 6    | 0       | 6      |
| 10     | Tofu Bubble      | Take              | 4    | 2       | 6      |
| 11     | Kas Jos Tokios?  | Unbreakable       | 4    | 0       | 4      |
| 12     | EDEN             | Sleep of mind     | 3    | 0       | 3      |
| 13     | Eglė Jakšytė     | Meilė yra         | 2    | 1       | 3      |
| 14     | Valdas Maksvytis | Leisk mylėti      | 1    | 0       | 1      |

#### Derde halve finale
19 februari 2011
| Plaats | Artiest                   | Lied                   | Jury | Publiek | Totaal |
| ------ | ------------------------- | ---------------------- | ---- | ------- | ------ |
| 1      | Linas Adomaitis           | Floating to you        | 10   | 12      | 22     |
| 2      | Rūta Ščiogolevaitė        | Break free             | 12   | 8       | 20     |
| 3      | Viktorija Ivaškevičiūtė   | Be my baby             | 7    | 10      | 17     |
| 4      | Donny Montell & Sasha Son | Best friends           | 8    | 6       | 14     |
| 5      | Greta Smidt               | Elektronic love        | 5    | 7       | 12     |
| 6      | Jūratė Miliauskaitė       | Tiesiog diena          | 5    | 3       | 8      |
| 7      | Avenue Acoustic           | Atgal į nuodėmę        | 7    | 0       | 7      |
| 8      | Eglė Petrošiūtė           | Smile                  | 1    | 5       | 6      |
| 9      | El Fuego                  | Esu žmogus             | 4    | 1       | 5      |
| 10     | Gražina Jonušaitė         | Mylėk savo priešą      | 0    | 4       | 4      |
| 11     | Flaer                     | Kibernetiniame sode    | 2    | 0       | 2      |
| 12     | Timohi                    | Setellite of setellite | 0    | 2       | 2      |

#### Finale
24 februari 2011
| Plaats | Artiest                   | Lied                     | Jury | Publiek | Totaal |
| ------ | ------------------------- | ------------------------ | ---- | ------- | ------ |
| 1      | Evelina Sašenko           | C'est ma vie             | 12   | 12      | 24     |
| 2      | Linas Adomaitis           | Floating to you          | 10   | 8       | 18     |
| 3      | Rūta Ščiogolevaitė        | Break free               | 7    | 7       | 14     |
| 4      | Monika                    | Days go by               | 2    | 10      | 12     |
| 5      | Donny Montell             | Let me                   | 4    | 6       | 10     |
| 6      | Liepa                     | Laukiu                   | 8    | 1       | 9      |
| 7      | Sasha Son                 | The slogan of our nation | 6    | 0       | 6      |
| 8      | Urtė Šilagalytė           | Candy baby               | 1    | 5       | 6      |
| 9      | The Independent           | 7th bus                  | 5    | 0       | 5      |
| 10     | Donny Montell & Sasha Son | Best friends             | 4    | 0       | 4      |
| 11     | Vigroses                  | Freedom of mind          | 0    | 4       | 4      |
| 12     | Martynas Beinaris         | Tomorrow and after       | 0    | 3       | 3      |
| 13     | Viktorija Ivaškevičiūtė   | Be my baby               | 0    | 2       | 2      |

Superfinale
| Plaats | Artiest            | Lied            |
| ------ | ------------------ | --------------- |
| 1      | Evelina Sašenko    | C'est ma vie    |
| 2      | Linas Adomaitis    | Floating to you |
| 3      | Rūta Ščiogolevaitė | Break free      |

## In Düsseldorf
In Düsseldorf trad Litouwen aan in de eerste halve finale, op 10 mei. Litouwen was als zeventiende van negentien landen aan de beurt, na Portugal en voor Azerbeidzjan. Bij het openen van de enveloppen bleek dat Evelina Sašenko zich had weten te plaatsen voor de finale. Na afloop van het festival zou blijken dat Litouwen op de vijfde plaats was geëindigd in de eerste halve finale, met 81 punten. In de finale trad Litouwen als vierde van 25 landen aan, na Denemarken en voor Hongarije. Aan het einde van de puntentelling stond Evelina Sašenko op de negentiende plaats, met 63 punten. Het was de derde beste prestatie ooit op het Eurovisiesongfestival voor Litouwen, na de zesde plaats in 2006 en de dertiende plaats in 2001.